# ダニエル・ユメール
ダニエル・ユメール（Daniel Humair、1938年5月23日 - 、ジュネーヴ生まれ）は、ドラマー、作曲家、画家である。
彼は広く名を成しており、1986年に芸術文化勲章のシュヴァリエ、1992年にはオフィシエとなった。多くのジャズ・パフォーマー、とりわけジャン＝リュック・ポンティ、チェット・ベイカー、ミシェル・ポルタル、マーシャル・ソラール、デクスター・ゴードン、ジェリー・マリガン、エリック・ドルフィーと共演してきた。
ユメールは才能のある画家でもある。彼は自分の作品を「比喩的な抽象」と表現し、芸術的な絵画に対する彼の情熱と知識を証明する一貫した作品を作成した。 

## ディスコグラフィ

### リーダー・アルバム
- Hum! (1960年、Vega) ※with ルネ・ユルトルジェ、ピエール・ミシュロ
- Trio HLP (1968年、CBS) ※with エディ・ルイス、ジャン＝リュック・ポンティ
- Drumo Vocalo (1971年、International Music Label)
- 『さび』 - Our Kind of Sabi (1970年、MPS/BASF) ※with エディ・ルイス、ジョン・サーマン
- 『ジャズ・トリオ』 - Beck Mathewson Humair Trio (1972年、Dire) ※with ゴードン・ベック、ロン・マシューソン
- La Sorcellerie a Travers Les Ages (1977年) ※with ジャン＝リュック・ポンティ、フィル・ウッズ、エディ・ルイス
- 『スィート・フォー・トリオ』 - Suite for Trio (1978年、MPS) ※with マーシャル・ソラール、ニールス＝ヘニング・エルステッド・ペデルセン
- Urtreger Michelot Humair (1979年、Carlyne Music) ※with ルネ・ユルトルジェ、ピエール・ミシュロ
- Humair Jeanneau Texier (1979年、Owl)
- Triple Hip Trip (1979年、Owl)
- Apocalypse (1980年、Magicabus) ※with ジャン＝シャルル・カポン
- 『イースト・サイド、ウエスト・サイド』 - East Side West Side (1981年、Owl)
- Akagera (1980年、JMS) ※with フランソワ・ジャノー、アンリ・テキシェ
- 『スクラッチ』 - Scratch (1985年、Enja) ※with ケニー・バロン、デイヴ・ホランド
- Pepites (1987年、CELP) ※with アンドレ・ジョーム
- 9–11 p.m. Town Hall (1988年、Label Bleu) ※with ミシェル・ポルタル
- Quatre (1989年、Gala) ※with エンリコ・ラヴァ、フランコ・ダンドレア、ミロスラフ・ヴィトウス
- Up Date 3.3 (1990年、Label Bleu) ※with フランソワ・ジャノー、アンリ・テキシェ
- Edges (1991年、Label Bleu)
- Earthcake (1991年、Gala) ※with Quatre
- Vol. 1 (1991年、Dreyfus) ※with エディ・ルイス、ジャン＝リュック・ポンティ
- Vol. 2 (1991年、Dreyfus) ※with エディ・ルイス、ジャン＝リュック・ポンティ
- 『オープン・アーキテクチャー』 - Open Architecture (1993年、Ninety-One) ※with ジェリー・バーガンジィ
- Solo Print (1997年、Iris Musique) ※with ロラン・オーゼ
- Quatre Fois Trois (1998年、Label Bleu)
- 『HUM ユメール・ユルトルジェ・ミシュロ』 - HUM (Humair Urteger Michelot) (1999年、Sketch)
- 『BORDERLINES』 - Borderlines (2000年、Sketch) ※with アントニオ・ファラオ、ジャン＝ジャック・アヴヌル
- 『LIBERTE SURVEILLEE』 - Liberte Surveillee (2001年、Sketch)
- Frontier Traffic (2002年、Konnex) ※with チャーリー・マリアーノ
- 『WORK』 - Work (2002年、Sketch) ※with スティーヴ・レイシー
- 『BABY BOOM』 - Baby Boom (2003年、Sketch)
- 『EAR MIX』 - Ear Mix (2003年、Sketch) ※with マーヴィン・スタム、デヴィッド・フリードマン、セバスチャン・ボワソー
- Tryptic (2007年、Bee Jazz) ※with ジャン・ポール・セレア、フランソワ・クチュリエ
- Bonus Boom (2008年、Bee Jazz)
- Full Contact (2008年、Bee Jazz) ※with ヨアヒム・キューン
- Pas de Dense (2010年、Zig Zag) ※with トニー・マラビー
- Jazz Festival, Kulturzentrum Kammgarn Schaffhausen, Switzerland (2011年、UWM)
- Sweet & Sour (2012年、Laborie)
- Lights (2012年、Cristal) ※with ニコラ・フォルメル
- Seasoning (2017年、Intuition)
- Modern Art (2017年、INC/SES)
- 『ライヴ・アット・クラブ・サンジェルマン・デ・プレ&トゥー・ラジオ・ブロードキャスツ』 - Hum!: Live at Club Saint-Germain-Des-Pres & Two Radio Broadcasts (2018年、Fresh Sound) ※ハム!名義 with ルネ・ユルトルジェ、ピエール・ミシュロ

### ヨアヒム・キューン、ダニエル・ユメール、ジャン・フランソワ・ジェニー・クラーク
- Easy to Read (1985年、Owl)
- 『フロム・タイム・トゥ・タイム・フリー』 - From Time to Time (1988年、CMP)
- 『ライヴ』 - Live Theatre De La Ville Paris 1989 (1990年、CMP)
- 『カランボラージュ』 - Carambolage (1992年、CMP)
- Usual Confusion (1993年、Label Bleu)
- 『三文オペラ』 - Die Dreigroschenoper - L'Opera De Quat' Sous - The Threepenny Opera (1996年、Verve)
- Triple Entente (1998年、EmArcy)
- 『ライブ・イン・ヨーロッパ Vol.2』 - Live in Europe Vol.2 (2007年、究体音像製作所)